# Międzynarodowy Festiwal i Konkurs Skrzypcowy im. Karola Lipińskiego
Międzynarodowy Festiwal i Konkurs Skrzypcowy im. Karola Lipińskiego – wydarzenie odbywające się w Toruniu cyklicznie, co 3 lata, a jego głównym komponentem jest Międzynarodowy Konkurs Skrzypcowy, powołany do życia przez Michała E. Staśkiewicza. Organizatorem Festiwalu jest Toruńska Orkiestra Symfoniczna. W roku 2019 przypadała trzecia edycja Festiwalu i piąta edycja Konkursu. W skład festiwalu wchodzą: Międzynarodowy Konkurs Skrzypcowy, Kurs Mistrzowski, Konkurs Kompozytorski, Konkurs na recenzję muzyczną, filmy, wykłady, wystawy, warsztaty lutnicze oraz koncerty i recitale wybitnych wirtuozów skrzypiec, także z orkiestrami („Sinfonietta Cracovia”, „Atom String Quartet”). Nazwanie konkursu imieniem Karola Lipińskiego wynika z chęci przywrócenia kompozytorowi i jego muzyce należnego miejsca w historii muzyki polskiej i światowej.

## Informacje ogólne
Pomysłodawcą festiwalu jest Michał E. Staśkiewicz, a organizatorem Toruńska Orkiestra Symfoniczna we współpracy z toruńskimi instytucjami kultury. Po doświadczeniach dwóch edycji Międzynarodowego Konkursu Skrzypcowego, które miały miejsce w Toruniu w latach 2007 i 2010 organizatorzy postanowili zorganizować I Międzynarodowy Festiwal Skrzypiec – Toruń 2013, z okazji trwającego Roku Witolda Lutosławskiego. Organizowany trzykrotnie Międzynarodowy Konkurs Skrzypcowy cieszył się dużym zainteresowaniem, zdobył sympatię i uznanie mediów, a jego laureaci odnoszą sukcesy na całym świecie. Honorowym Prezydentem II edycji Konkursu był światowej sławy kompozytor – prof. Krzysztof Penderecki. 5. Międzynarodowy Festiwal i Konkurs Skrzypcowy im. Karola Lipińskiego został objęty Patronatem Honorowym Prezydenta Rzeczypospolitej Polskiej Andrzeja Dudy.

## Laureaci Konkursu Skrzypcowego

### I edycja – (11 – 19 listopada 2007)
- I Nagroda – Erin Keefe (USA)
- II Nagroda – Artiom Shishkov (Białoruś)
- Laureaci piątej edycji Międzynarodowego Festiwalu i Konkursu Skrzypcowego im. Karola Lipińskiego w Toruniu. Od lewej: Yumiko Yumiba, Elias David Moncado, Robert Łaguniak. Fot. Łukasz Ułanowski

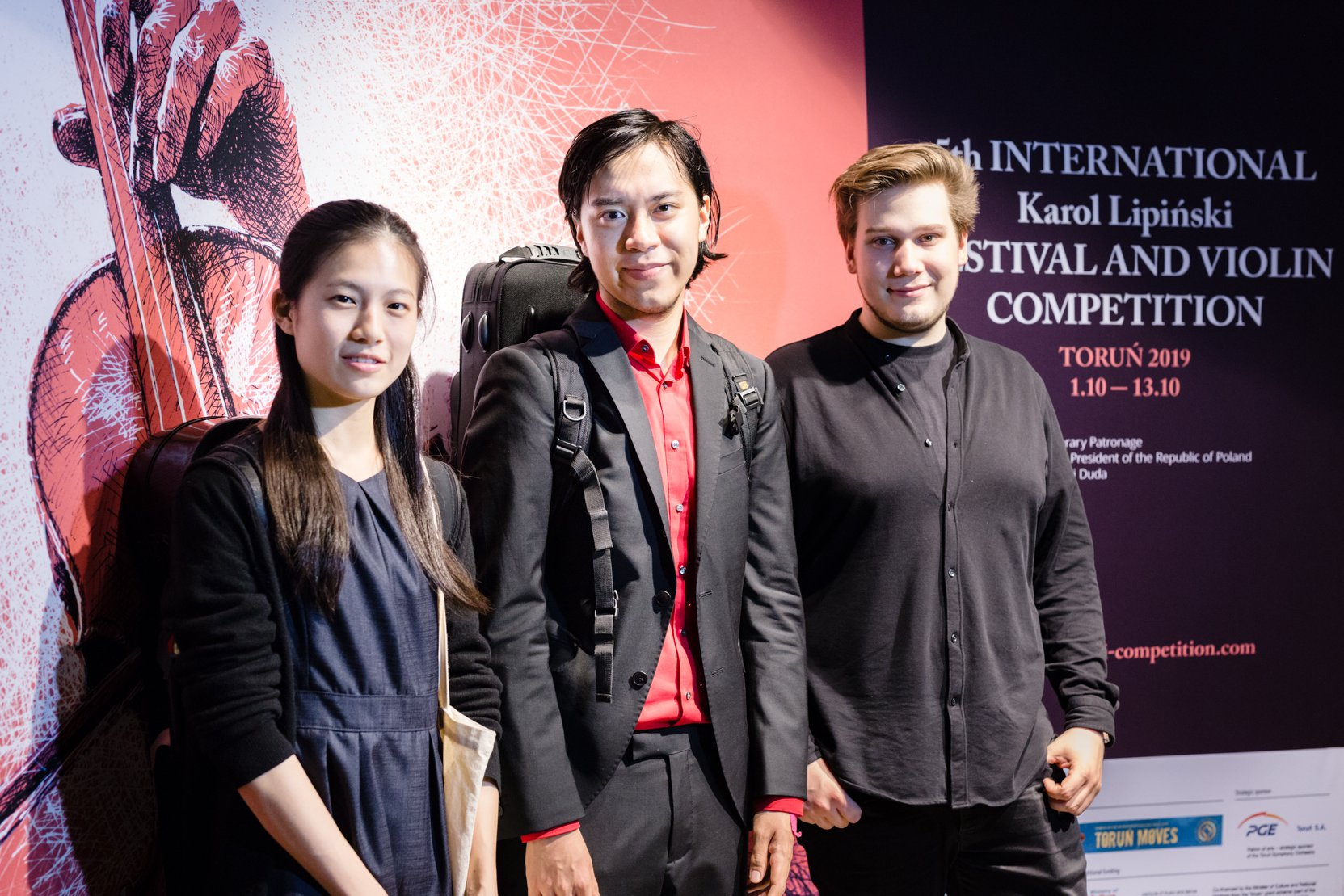
Laureaci piątej edycji Międzynarodowego Festiwalu i Konkursu Skrzypcowego im. Karola Lipińskiego w Toruniu. Od lewej: Yumiko Yumiba, Elias David Moncado, Robert Łaguniak. Fot. Łukasz Ułanowski

III Nagroda – Malwina Sosnowski (Szwajcaria)

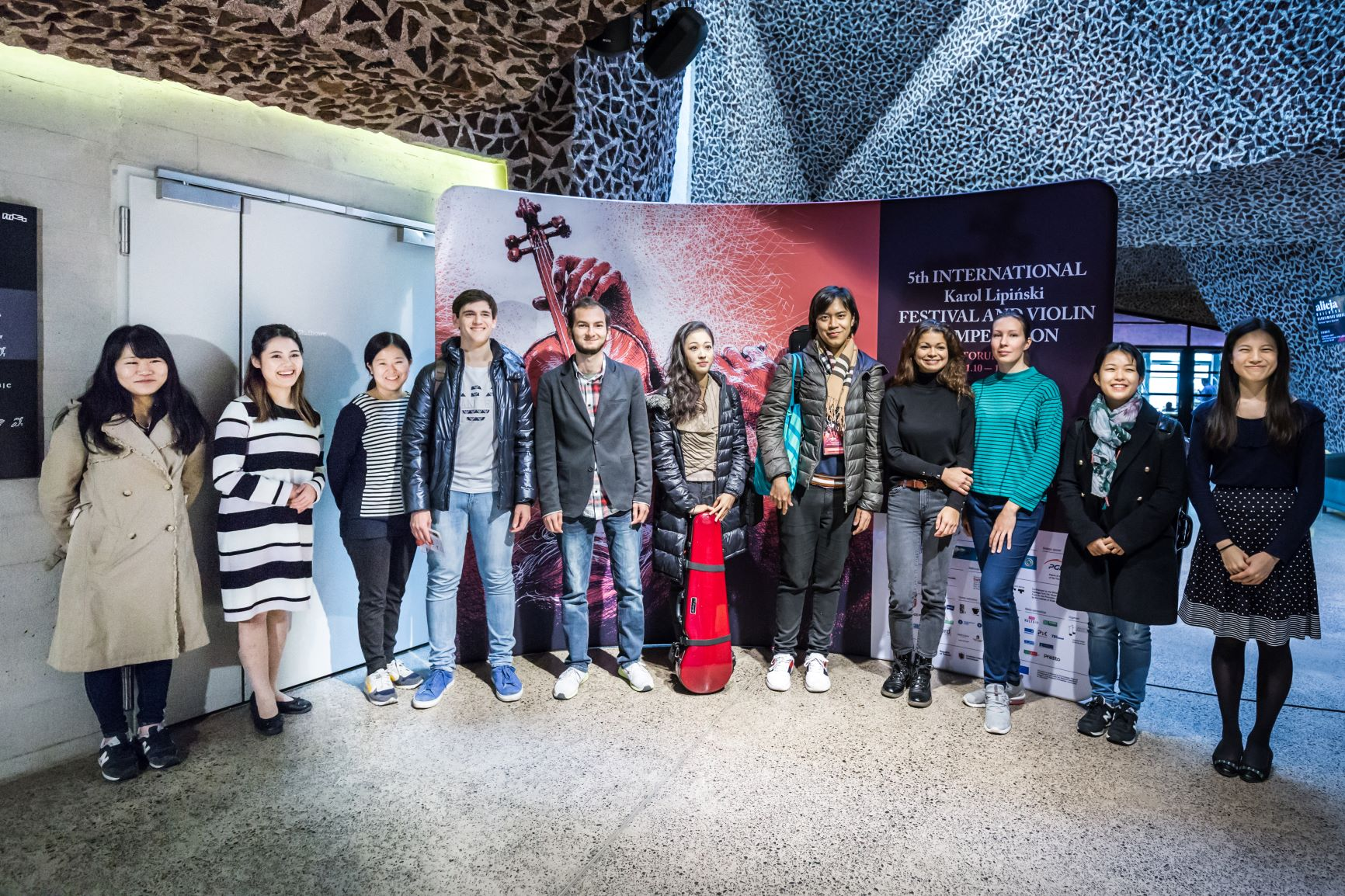
Uczestnicy piątej edycji Międzynarodowego Festiwalu i Konkursu Skrzypcowego im. Karola Lipińskiego w Toruniu. Fot. Łukasz Ułanowski

### II edycja – (21 – 30 listopada 2010)
- I nagroda – Yoon Yang
- II nagroda – Maria Włoszczowska
- III nagroda – Clemence de Forceville

### III edycja – (11 listopada – 2 grudnia 2013)
- I nagroda – Anna Malesza
- II nagroda – Maja Syrnicka
- III nagroda – Eunsol Youn

### IV edycja – (14 – 28 lutego 2016)
- I nagroda – Albrecht Menzel (Niemcy)
- II nagroda – Gyehee Kim (Korea Południowa)
- III nagroda – Aleksanrda Li (Rosja)

### V edycja – (1–13 października 2019)
- I nagroda – Elias David Moncado (Niemcy)
- II nagroda – Robert Łaguniak (Polska)
- III nagroda – Yumiko Yumiba (Japonia)

## Jury

### I edycja – (11 – 19 listopada 2007)
- prof. Marcin Baranowski – Przewodniczący
- prof. Cihat Askin (Turcja)
- prof. Tomotada Soh (Japonia)
- prof. Petru Munteanu (Niemcy)
- prof. Dima Tkachenko (Ukraina)

### II edycja – (21 – 30 listopada 2010)
- prof. Wanda Wiłkomirska (Polska) – przewodnicząca
- prof. Aleksandr Andriejew (Rosja)
- prof. Marcin Baranowski (Polska)
- dyr. Christoph-Mathias Mueller (Niemcy)
- prof. Tomotada Soh (Japonia)
- prof. Jan Stanienda (Polska)
- dyr. Dima Tkachenko (Ukraina)

### III edycja – (11 listopada – 2 grudnia 2013)
- Przewodniczący Jury – prof. Bartłomiej Nizioł
- prof. Marcin Baranowski – Akademia Muzyczna w Poznaniu
- prof. Mirosław J. Błaszczyk – Akademia Muzyczna w Katowicach
- prof. Robert Kabara – Akademia Muzyczna w Krakowie
- prof. Gyula Stuller – Akademia Muzyczna w Lausanne
- prof. Krzysztof Węgrzyn – Akademia Muzyczna w Hanowerze

### IV edycja – (14 – 28 lutego 2016)
- prof. Konstanty Andrzej Kulka – przewodniczący Jury
- prof. Roland Baldini
- prof. Mirosław Jacek Błaszczyk
- prof. Sergey Kravchenko
- prof. Michael Stricharz
- prof. Tomasz Tomaszewski

### V edycja – (1–13 października 2019)
- prof. Ilya Kaler – Przewodniczący
- prof. Konstanty Andrzej Kulka
- prof. Boris Kuschnir
- prof. Itzhak Rashkovsky
- dr Jakub Jakowicz
- dr Mariusz Smolij